# Winston Kalengo
Winston Kalengo (n. Livingstone, 29 de agosto de 1985) es un futbolista zambiano que juega en la demarcación de delantero para el ZESCO United FC de la Primera División de Zambia.

## Selección nacional
Hizo su debut con la selección de fútbol de Zambia el 30 de noviembre de 2010 en un partido de la fase de grupos de la Copa CECAFA 2010 contra Burundi.

## Clubes
| Club            | País   | Año         | Partidos | Goles |
| --------------- | ------ | ----------- | -------- | ----- |
| Zanaco FC       | Zambia | 2004 - 2011 |          | 52    |
| ZESCO United FC | Zambia | 2012 -      |          | 52    |

## Palmarés

### Campeonatos nacionales
| Título                     | Club            | País   | Año  |
| -------------------------- | --------------- | ------ | ---- |
| Primera División de Zambia | Zanaco FC       | Zambia | 2005 |
| Primera División de Zambia | Zanaco FC       | Zambia | 2006 |
| Primera División de Zambia | Zanaco FC       | Zambia | 2009 |
| Copa Desafío de Zambia     | Zanaco FC       | Zambia | 2006 |
| Copa Coca Cola de Zambia   | Zanaco FC       | Zambia | 2004 |
| Primera División de Zambia | ZESCO United FC | Zambia | 2014 |

### Distinciones individuales
| Título                                           | Club            | País   | Año  |
| ------------------------------------------------ | --------------- | ------ | ---- |
| Máximo goleador de la Primera División de Zambia | Zanaco FC       | Zambia | 2006 |
| Máximo goleador de la Primera División de Zambia | ZESCO United FC | Zambia | 2015 |